# Batalla de Mulhouse
La batalla de Mulhouse fue una batalla de la Primera Guerra Mundial, enmarcada en el frente occidental, librada del 7 al 10 de agosto de 1914, en la región de Alsacia, Francia, entonces en el Imperio alemán. Fue la primera respuesta ofensiva francesa a la invasión alemana, tal como se había previsto en el Plan XVII, que establecía la invasión de Lorena y Alsacia, para recuperar estas provincias, que en otro tiempo habían sido francesas. El ataque de varias divisiones del VII Cuerpo de ejército francés logró la ocupación de Mulhouse (Mühlhausen en alemán) el día 8, pero los alemanes la recuperaron el día 10.

## Situación previa
El 4 de agosto de 1914, el ejército alemán inició la guerra en el frente occidental, invadiendo Bélgica y Luxemburgo, en dirección hacia París, de acuerdo con el Plan Schlieffen. La respuesta francesa, para satisfacer a la opinión pública, pero además siguiendo lo establecido en el Plan XVII, formulado por el Estado Mayor, fue la invasión de Alsacia y Lorena, para recuperar estas provincias perdidas en la guerra franco-prusiana de 1870-1871 y controlar sus importantes instalaciones industriales, como paso previo a otras operaciones bélicas. Esta batalla fue la primera operación ofensiva por iniciativa propia llevada a cabo por el ejército francés mediante una invasión del territorio alemán, en el extremo más septentrional de la frontera común, en la Alta Alsacia.

## Desarrollo
Las fuerzas francesas, compuestas principalmente por las divisiones 14 y 41 de infantería y la 8 de caballería del VII Cuerpo de ejército, al mando del general Louis Bonneau, cruzaron la frontera el día 7, entrando ese mismo día en las ciudades de Thann, en el flanco norte, y Altkirch, en el sur. El ejército alemán hizo una retirada estratégica, lo que permitió que al día siguiente Mulhouse fuera ocupada sin resistencia ninguna.

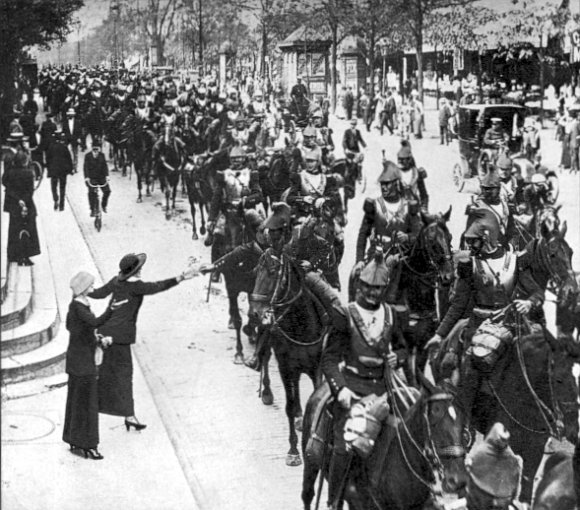
Caballería pesada francesa camino a la batalla, París, agosto de 1914

Esta ocupación inmediata de la segunda ciudad alsaciana en población fue celebrada con gran júbilo en París, sosteniendo la creencia -propia de los primeros momentos de la guerra, en ambos bandos- de la superioridad sobre el enemigo.
Los planes franceses eran girar hacia el norte, por la margen izquierda del Rin, hacia la ciudad de Colmar, pero el día 9, el general alemán Josias von Heeringen recibió refuerzos de los XIV y XV Cuerpos del 8º ejército, enviados desde Estrasburgo, y organizó un contraataque, que obligó a Bonneau, falto de reservas, a solicitar refuerzos y a preparar la retirada de Mulhouse. El general Joffre, comandante en jefe del ejército francés, ordenó el envío de una división de reserva, que no llegó a tiempo, por lo que la ciudad retornó a manos alemanas, mientras Bonneau retiraba sus fuerzas a Belfort, en el lado francés, para evitar verse cercado.
Después de las celebraciones por la ocupación, la retirada de Bonneau fue vista como una humillación, por lo que Joffre lo relevó, atribuyéndole falta de agresividad.
El 19 de agosto, un nuevo ataque francés llegó a las puertas de Mulhouse, sin lograr éxito. Para entonces los enfrentamientos en el escenario de Alsacia-Lorena se habían desplazado más al norte, en la línea Sarrebourg-Morhange, en la Batalla de Lorena, a la que siguieron, durante el mes de agosto, otros más, en el sur de Bélgica, que se agrupan bajo el nombre de Batallas de las Fronteras.

## Situación posterior
Todos estos intentos franceses de entrar en Alsacia y Lorena, e incluso más al norte, en Las Ardenas, fueron rechazados principalmente por el empleo de la artillería pesada, quedando la ofensiva estabilizada sin que se produjeran cambios territoriales significativos, Mulhouse incluido, tal como fue la tónica del frente occidental a partir de 1915. Además, ante el avance alemán en el flanco norte, en donde desde Bélgica había logrado entrar en suelo francés, muchas de las tropas fueron desplazadas al territorio invadido al noreste de París, quedando el frente en la zona de Mulhouse, con pocas excepciones, como en el caso de Thann, como antes de la guerra.